# Cognitive Surplus: Creativity and Generosity in a Connected Age
Cognitive Surplus: Creativity and Generosity in a Connected Age (en español Excedente cognitivo: creatividad y generosidad en la era de la conectividad) es un ensayo escrito por Clay Shirky, que indirectamente se deriva y relaciona con otra obra del mismo autor, titulada Here Comes Everybody, donde particularmente se analiza el impacto de los medios sociales sobra nuestra civilización.

## Resumen
El tema central del libro se basa en la tendencia actual de que la gente usa cada vez mejor y de forma más constructiva su tiempo libre, en comparación, por ejemplo, con lo que ocurría antes de la Segunda Guerra Mundial. Y esta tendencia se ha acentuado sobremanera en los últimos años, con el advenimiento y el desarrollo de los sistemas en línea. Estos sistemas no solamente han permitido estudiar autónomamente aquello que es de particular interés de cada quien, sino también el desarrollo de proyectos en forma colaborativa (tipo Wikipedia, por ejemplo), además del uso práctico de variadas formas de consulta, colaboración e intercambio. Esto incita a reflexionar sobre este asunto, por ejemplo, intentando catalogar o clasificar los medios, las formas y los motivos que se hallan detrás de estas nuevas formas de comunicación y producción cultural, así como señalar ejemplos claves.
Entre otras cosas, Clay Shirky reconoce que las actividades para las cuales usamos nuestro exceso cognoscitivo y nuestro tiempo libre en ciertos casos pueden ser frívolas, como por ejemplo la creación y difusión de los llamados lolcats (o sea, "macros cómicas con gatos" o "cuadros cómicos con gatos"), que en definitiva son nuevas y valiosas formas de expresión y comunicación humana.
A pesar del sesgo frívolo y singular de cierto tipo de creaciones y comunicaciones, que en algunos casos pareciera que tienen como objetivo central la diversión o la burla, en la obra se señala que incluso los matices más necios de estas ingeniosas y divertidas formas de pasar el tiempo son preferibles en muchos aspectos a los miles de millones de horas que, por ejemplo, el televidente estadounidense pasa diariamente, en forma pasiva, devorando programas y seriales de muy dudosa calidad.
El televidente en muchos casos mira la "pantalla chica" en forma obsesiva y como embobado o hipnotizado, lo que podría catalogarse como el equivalente moderno del Gin Craze o « locura del gin » o « furor por el gin », que marcó el inicio del siglo XVIII, cuando esa bebida se hizo popular en la clase obrera británica. En efecto, en ambos casos podría decirse que hay rasgos de inadaptación o de autoanestesiamiento de la gente o un deseo de evasión, respuestas a cuestiones sociales posiblemente mal planteadas o mal resueltas, en un momento de quiebre social o de un cambio radical en la civilización.
Esta especie de borrachera mediática, alimentada por ciertas pesadillas urbanas y laborales –típicas de la revolución industrial–, en buena medida terminó cuando la sociedad inglesa pudo desarrollar "una nueva realidad urbana creada por la enorme y variada densidad social de Londres, [...] que convirtió a esa ciudad en [...] una moderna y pujante urbe, sin duda una de las más adelantadas del mundo todo".
Lo que en aquellos días del siglo XVIII hizo a muchos hundirse en la insania y el consumismo seguramente no fue ningún grupo de leyes. En ese entonces, el consumo de ginebra se abordó como el problema a resolver, cuando de hecho esto fue una reacción al traumático y dramático cambio social que se había dado en la sociedad, unido a la rigidez y la falta de respuestas de los anteriores modelos cívico-sociales para enfrentar las nuevas situaciones. En realidad, muchas de las instituciones del nuevo "mundo industrializado" no surgieron como solución al clima social creado por la industrialización, sino más bien respondieron al proceso de la industrialización en sí mismo (como, por ejemplo, conseguir abundante mano de obra, obtener mercados compradores, etcétera). Varias sociedades de ayuda mutua proporcionaron la dirección compartida de riesgo por fuera de los lazos tradicionales de familia e iglesia. La extensión de los establecimientos de comidas rápidas y los restaurantes fue estimulada por las altas densidades de población. Y los partidos políticos comenzaron a reclutar adherentes en las zonas urbanas pobres, presentando candidatos más sensibles a las necesidades y los deseos de este tipo de gente.
Una de las cosas que Shirky señala en su obra es que Wikipedia concreta la inversión de cien millones de horas anuales (hasta 2009), lo que está muy bien, pero que es muy poco, al compararlo con los dos mil millones de horas en las que cada año los estadounidenses pasan mirando la televisión. En resumen, aún resta mucho por hacer y por obtener.

## El tiempo libre
La gente en el mundo industrial tiene mucho más tiempo libre que antes. Clay Shirky describió este ocio, considerado en su conjunto para el cuerpo social, como un enorme y prometedor "excedente cognoscitivo", y para ejemplificar presenta muchos esfuerzos y proyectos actualmente en marcha para usar este potencial con fines prosociales.
Sin embargo, estas posibilidades y este excedente existen, en buena medida, como consecuencia de los procedimientos para ahorrar trabajo o hacerlo más productivo, que directa o indirectamente funcionan sobre la base de combustibles fósiles. Y, por cierto, muchos problemas que se relacionan con los combustibles fósiles deberían obligar a la gente a usar su ingenio y su esfuerzo y su capacidad, a efectos de asegurar la sostenibilidad ambiental y resolver también otras preocupaciones actuales vinculadas.
Tomlinson y Silberman sugieren que un excelente uso de esta capacidad agregada y extraordinaria hoy día disponible se oriente eficientemente a ayudar a la sociedad para que se prepare de manera adecuada para un futuro con escasez de energía — es decir, un futuro que no necesariamente pueda continuar apoyándose en excedentes como los que se manifiestan hoy día a nivel corriente.

## Lista de capítulos
1. Gin, Television, and Cognitive Surplus - Comparación del "Callejón de la Ginebra (Gin Craze)" y la televisión contemporánea, evaluando hábitos y efectos, y especulando sobre lo que la gente podría hacer si no mirara televisión.
2. Means - Discusión relativa a las protestas sobre el sonado caso de las importaciones de ternera de Estados Unidos en Corea del Sur, movilizaciones que fueron organizadas por fans del grupo surcoreano de música pop DBSK, y por extensión de este caso, capacidad de la gente para publicar en línea y para impactar sobre la sociedad.
3. Motive - Caso de los fans de Josh Groban que espontáneamente organizaron en línea un proyecto de caridad en su nombre; discusión sobre ficción de fanes.
4. Opportunity - Trata el caso de los Z-boys, patinadores sobre ruedas en piscinas abandonadas de California, y creadores de la subcultura punk/skate. Analiza también el llamado ultimatum game o juego del ultimátum, en un contexto con recursos de Internet, y describe la historia del Apache HTTP Server (servidor web HTTP de código abierto) y del software Napster (servicio de distribución de archivos de música en formato MP3).
5. Culture - Analiza la diferencia entre "pago por anticipado" y "multa" o "pago punitorio" en el área del marketing. Presenta la historia del Colegio Invisible o "universidad filosófica". Trata también sobre la colaboración en línea entre estudiantes universitarios e investigadores, y repasa las características y posibilidades de PatientsLikeMe (una red social en el área de la salud).
6. Personal, Communal, Public, Civic - Analiza los casos de los sitios digitales CouchSurfing y eBay.
7. Looking for the Mouse - Analiza la historia de la industria editorial, y desarrolla consideraciones sobre las prácticas modernas en los negocios.[10]

## Crítica
El excedente cognoscitivo o exceso cognoscitivo fue una liberación para los analistas y pensadores que discutían sobre Internet y sus efectos sobre la sociedad, pues muchos de ellos se sumaron a esta propuesta.
Sin embargo, este acercamiento también fue criticado por otros, entre ellos por Farhad Manjoo del New York Times, por ser un enfoque excesivamente academicista, y por otorgar una admiración casi servil y calurosa a los ejemplos positivos del empleo en línea del excedente cognoscitivo.
Por su parte, el autor Jonah Lehrer criticó lo que él mismo llamó la premisa de Shirky, y afirmó que ciertas formas de consumo, y en particular el consumo cultural, no son necesaria e intrínsecamente menos dignas que cuando se comparte o directamente cuando se produce.
Trabajando más directamente sobre el concepto del "exceso" o "excedente" en sí mismo, Bill Tomlinson y Six Silberman, por su parte, han argumentado que los contextos identificados por Shirky como el "excedente cognoscitivo", manejado a través de las nuevas tecnologías de los medios de comunicación social, son el resultado de una combinación de factores económicos y culturales que nada tienen de excesivamente novedosos o extraordinarios.